# L'Extravagante Miss Pilgrim
Pour plus de détails, voir Fiche technique et Distribution.
L'Extravagante Miss Pilgrim (The Shocking Miss Pilgrim), est un film musical américain en Technicolor réalisé par George Seaton, sorti en 1947.
Traitant entre autres du droit de vote des femmes, le film fut un échec commercial.

## Synopsis
À la fin du XIXe siècle, Cynthia Pilgrim est la première femme à se faire embaucher dans une compagnie maritime à Boston. Dans cet univers masculin, la jeune femme est d'abord mal vue, mais ses compétences et son volontarisme en imposent. Rapidement, son charme opère auprès de son jeune patron célibataire…

## Fiche technique
- Titre : L'Extravagante Miss Pilgrim
- Titre original : The Shocking Miss Pilgrim
- Réalisation : George Seaton
- Scénario : George Seaton, d'après le roman de Frederica Sagor Maas et Ernest Maas : Miss Pilgrim's Progress (1941)
- Producteurs : William Perlberg, Darryl F. Zanuck
- Société de production : Twentieth Century Fox
- Musique : George Gershwin, Ira Gershwin
- Supervision musicale : David Raksin
- Directeur de la photographie : Leon Shamroy
- Montage : Robert Simpson
- Direction artistique : James Basevi, Boris Leven
- Décors : Thomas Little
- Costumes : Orry-Kelly
- Pays : États-Unis
- Langue : anglais
- Format : couleur (Technicolor) – 35 mm – 1,37:1 – son : mono (Western Electric Recording)
- Genre : Comédie musicale
- Durée : 85 min
- Dates de sortie : 
  - États-Unis : 4 janvier 1947
  - France : 23 juillet 1948

## Distribution
- Betty Grable : Cynthia Pilgrim
- Dick Haymes : John Pritchard
- Anne Revere : Alice Pritchard
- Allyn Joslyn :Leander Woolsey
- Gene Lockhart : Saxon
- Elizabeth Patterson : Catherine Dennison
- Elisabeth Risdon : Mme Prichard
- Arthur Shields : Michael
- Charles Kemper : Herbert Jothan
- Roy Roberts : M. Foster

Acteurs non crédités (liste partielle)
- Margaret Bannerman : rôle coupé au montage
- George Beranger : l'employé de bureau
- Lillian Bronson : Viola Simmons
- Robert Cherry : le sténographe
- Jeff Corey : la sténographe
- Jack Costello : l'employé de bureau
- Josephine Whittell : la gérante de la pension de famille